# Zoundi (Burkina Faso)
Pour les articles homonymes, voir Zoundi.
Zoundi est une localité située dans le département d'Ourgou-Manéga de la province de l'Oubritenga dans la région Plateau-Central au Burkina Faso.

## Géographie
Zoundi se trouve à environ 5 km au sud-est d'Ourgou et à environ 25 km au nord-ouest de Ziniaré, le chef-lieu provincial. Le village est à 1,5 km de la route nationale 22 reliant Ouagadougou au nord du pays.

## Santé et éducation
Le centre de soins le plus proche de Zoundi est le centre de santé et de promotion sociale (CSPS) d'Ourgou tandis que le centre médical avec antenne chirurgicale (CMA) de la province se trouve à Ziniaré.
Le village possède une école primaire publique.